# 参議 (中国)
参議（さんぎ、満洲語：ᠠᡳ᠌ᠰᡳᠯᠠᡵᠠ
ᡥᠠᡶᠠᠨ、aisilara hafan）は政府の官職のひとつ。明・清などの中国の歴代王朝で存在した。
清朝では品級は正四品で、通政使司、外務部などに置かれた。一般的には主官や従官を補佐する高官が多い。たとえば通政使参議は、通政使や通政副使を補佐していた。
中華民国行政院の場合、参議は略任官などで、第10職から第11職に分類される。 
朝鮮王朝は一府六曹制を施行し、六曹には参議の役職を置いた。官位は正三品で、判書・参判の下に位置し、判書・参判とともに「堂上官」または「三堂上」と呼ばれた。
現在の中華民国の政府機関には参議の職がある。総統府や県・市などでは、首長の政務の補佐が主な役割で、性質としては顧問に近い。